# Chapacris tonkinensis
Chapacris tonkinensis är en insektsart som beskrevs av Tinkham 1940. Chapacris tonkinensis ingår i släktet Chapacris och familjen gräshoppor. Inga underarter finns listade i Catalogue of Life.